# مرغ دوزنده کامبوج
مرغ دوزنده کامبوج (نام علمی: Orthotomus chaktomuk) نام یک گونه از سرده مرغ دوزنده است.